# فرانتشيسكو موريني
فرانتشيسكو موريني (بالإيطالية: Francesco Morini)‏ (ولد في 12 أغسطس 1944 في سان جوليانو تيرمه) لاعب كرة قدم إيطالي معتزل. شارك مع منتخب إيطاليا في بطولة كأس العالم 1974 في ألمانيا الغربية. لعب 11 مباراة دولية. لعب لعدة أندية أبرزها سامبدوريا ويوفنتوس.

## مسيرته الكروية
لعب فرانتشيسكو موريني خلال مسيرته الاحترافية مع 3 أندية في ثمانية عشر موسمًا ولم يسجل خلالها أي هدف ضمن 440 مباراة. حيث فاز في موسم واحد بالكأس وفي خمسة مواسم بالدوري.
خاض فرانتشيسكو موريني مسيرته مع نادي سامبدوريا في موسم 1963–64 ليلعب معه ستة مواسم، مشاركًا في 162 مباراة ولم يسجل أي هدف. ثم انتقل إلى نادي يوفنتوس في موسم 1969–70 ليلعب معه أحد عشر موسمًا، حيث شارك في 256 مباراة ولم يسجل أي هدف أيضًا. لينتقل بعدها إلى تورونتو بلِيزارد ‏ ما بين عامي 1980 و1981 لمدة موسم واحد، مشاركًا في 22 مباراة ولم يسجل أي هدف أيضًا.